# ساکوما یوشیکو
ساکوما یوشیکو (به ژاپنی: 佐久間良子)؛ زادهٔ ۲۴ فوریهٔ ۱۹۳۹) یک هنرپیشه اهل ژاپن است.
از فیلم‌ها یا برنامه‌های تلویزیونی که وی در آن نقش داشته‌است می‌توان به زن تایکوکی از سری فیلم‌های مجموعه تلویزیونی تایگا اشاره کرد.